# Acceleratore (informatica)
L'acceleratore (accelerator in lingua inglese), comunemente detto acceleratore hardware (o acceleratore fisico), è un componente hardware per computer progettato per migliorare le prestazioni del PC in settori specifici (generalmente operazioni di calcolo in virgola mobile o elaborazioni grafiche). Questo permette di scaricare la CPU da tutte quelle attività che altrimenti occuperebbero buona parte delle risorse computazionali e che possono essere lasciate libere per svolgere più agevolmente altri compiti.

## Applicazioni
Gli acceleratori hardware vengono spesso utilizzati per aumentare il realismo grafico e la fluidità dei videogiochi, che altrimenti avrebbero prestazioni decisamente scadenti se caricate sul solo processore centrale. Questo avviene perché l'acceleratore hardware è stato progettato in modo da gestire meglio le operazioni più spinte nel settore specifico a cui si rivolge, ottenendo prestazioni migliori di quanto farebbe una normale CPU aggiuntiva, la quale invece ha una struttura più idonea a gestire le istruzioni più comuni.
Da notare che, con opportuni software, la CPU sarebbe in grado di effettuare gli stessi calcoli di cui si occupa la scheda di accelerazione, ma, come già detto, le prestazioni scadenti potrebbero porre seri limiti di fruibilità.

## Esempi di acceleratore hardware
- Coprocessore grafico o GPU
- Coprocessore matematico